# Desa Sukodadi (administrativ by i Indonesien, Jawa Timur, lat -7,72, long 113,51)
Desa Sukodadi är en administrativ by i Indonesien.   Den ligger i provinsen Jawa Timur, i den västra delen av landet, 800 km öster om huvudstaden Jakarta.